# Troglochernes guanophilus
Troglochernes guanophilus är en spindeldjursart som först beskrevs av Beier 1967.  Troglochernes guanophilus ingår i släktet Troglochernes och familjen blindklokrypare. Inga underarter finns listade i Catalogue of Life.